# Autodafé

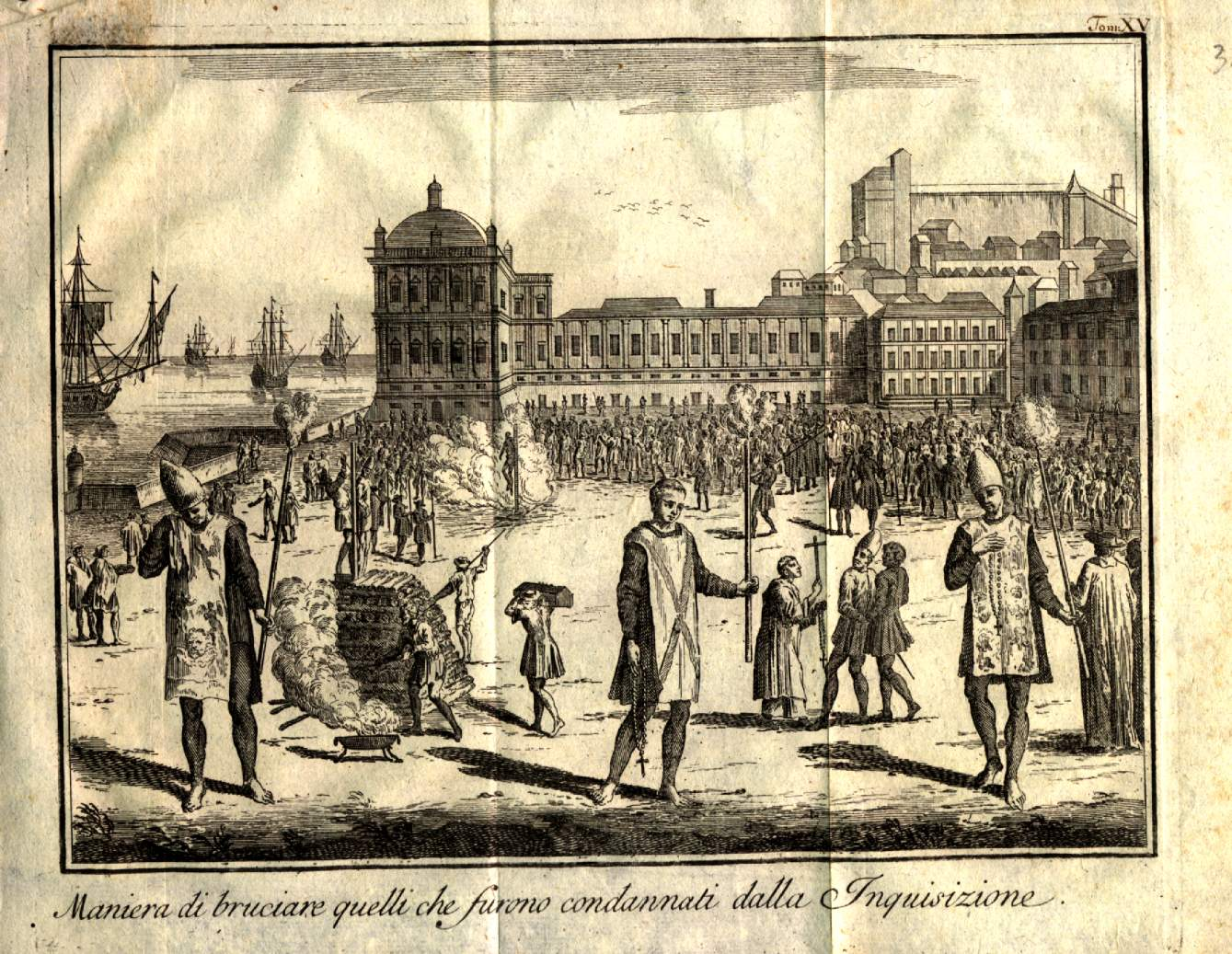
Autodafé - Arderea pe rug a unui eretic condamnat de inchiziţie în Portugalia

Autodafé reprezintă fie ceremonia în cursul căreia cei condamnați de inchiziție pentru erezie erau puși să revină la credința catolică părăsită, fie arderea pe rug a celor condamnați de inchiziție ca eretici. Același termen se aplica și pentru arderea cărților socotite eretice, datorită conținutului lor păgân sau imoral.
Etimologic, cuvântul provine din portugheză auto da fé, respectiv latină actus fidei, însemnând act de credință.
Prima relatare scrisă despre un autodafé se referă la o execuție din 6 februarie 1481, la Sevilla. Se estimează că numărul total de autodaféuri se ridică la circa 9000, din care o mare parte au fost ordonate de marele inchizitor Tomás de Torquemada (1420 - 1498).
Execuțiile au continuat până în secolul XIX. Ultima execuție - autodafé din Spania a avut loc în 1826, victima fiind un catalan pe nume Ripoll.